# Peter Englund

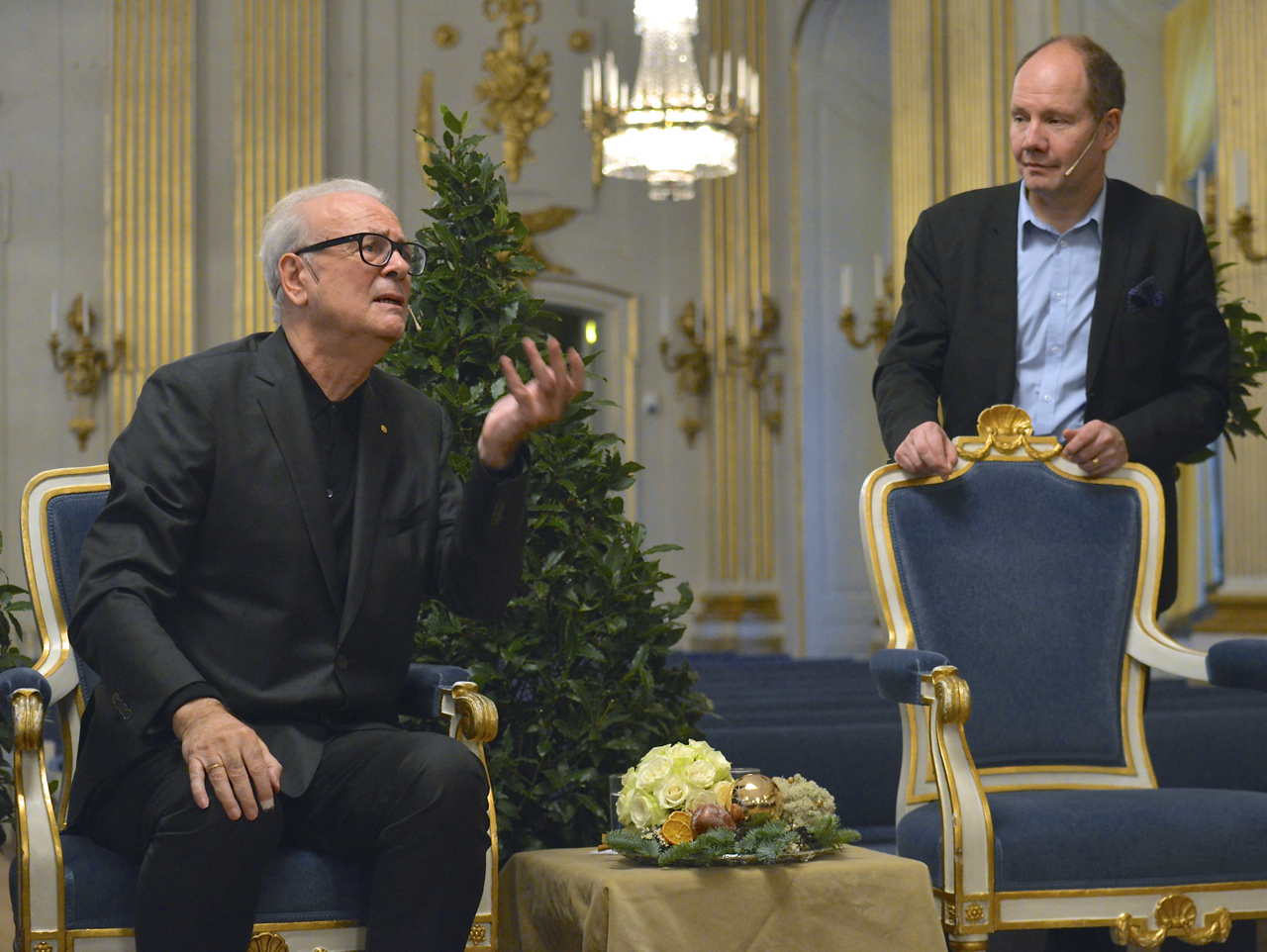
Patrick Modiano y Peter Englund 2014.

Peter Mikael Englund, (nacido en Boden, Suecia, el 4 de abril de 1957) es un historiador y escritor sueco. Desde 2009, Englund es el secretario permanente de la Academia Sueca.

## Biografía
Peter Englund nació en Boden, donde su padre en ese tiempo era chófer de camiones en una cervecería, y más tarde estudiaría Ingeniería. Su madre fue ama de casa durante su niñez, pero más tarde trabajó como telefonista. Ambos progenitores eran originarios de Niemisel. Además, Englund tiene dos hermanos.
Englund descubrió su interés por la historia en el liceo. De joven participó en el movimiento sueco de apoyo al Frente Nacional de Liberación de Vietnam, y participó activamente en la organización de la juventud social demócrata de Suecia (SSU), la unión de jóvenes del Partido Socialdemócrata Sueco.
En 1980, Englund comienza sus estudios de Arqueología, Filosofía teórica e Historia. Antes de sus estudios en la universidad de Upsala hizo el servicio militar en la artillería sueca, y durante sus estudios hizo una pausa para trabajar en MUST, el servicio de inteligencia de las fuerzas armadas de Suecia. En 1989 publicó su tesis doctoral, titulada Det hotade huset ("La casa amenazada"), acerca de la política de la nobleza sueca durante el período imperial sueco. Este fue su segundo libro publicado; el primero, titulado Poltava, trataba sobre la batalla de Poltava en 1709. Poltava resultó ser un gran éxito popular, no sólo en Suecia sino también en el extranjero. Durante unos años trabajó en el periódico Expressen, contribuyendo con artículos de temas históricos. Con gran interés en la historia bélica, Englund hizo reportajes de las guerras en la antigua Yugoslavia, Afganistán e Irak, y comenzó a contribuir en el periódico Dagens Nyheter. Ha escrito varios libros sobre la historia de Suecia durante el siglo XVII.
Peter Englund fue profesor de narratología en el Dramatiska Instutet entre 2001 y 2006. En 2002 sucedió a Erik Lönnroth como miembro de la Academia Sueca (sillón 10). En junio de 2009, sucedió a Horace Engdahl como secretario permanente.